# Almanah
- za nizozemskega slikarja glej Almanach

Almanáh (arabsko ألمناخ al-manakh - podnebje) je bil sprva astronomski koledar, zdaj pa je predvsem književno-politični in zabavni zbornik.
V Sloveniji je prvi almanah izšel leta 1779 (Pisanice od lepih umetnosti).